# 段丘
段丘（だんきゅう、英語: terrace）は、川・湖沼・海・谷筋に沿って分布する階段状の地形である。ほぼ水平で平坦な段丘面（だんきゅうめん）と、その周囲の急斜面である段丘崖（だんきゅうがい）とからなる。台地とほぼ同義。

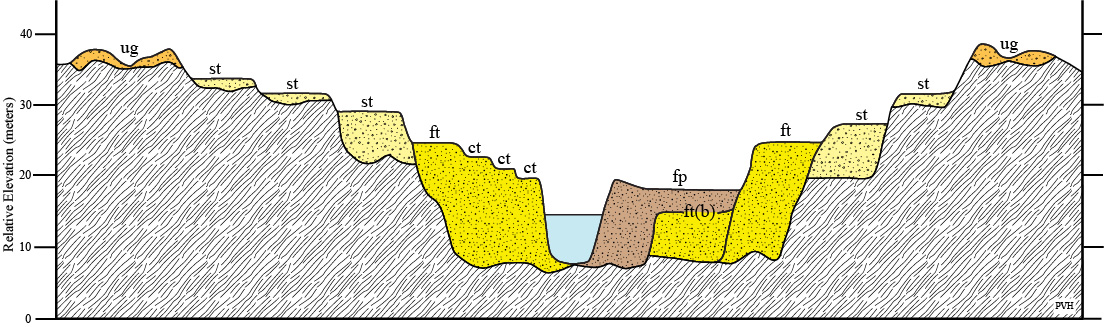
Hypothetical valley cross-section illustrating a complex sequence of aggradational (fill) and degradational (cut and strath) terraces and deposits (upland gravels). Note ct = cut terraces, ft = fill terraces, ft(b) = buried fill terrace, fp = active floodplain, st = strath terrace, and ug = upland gravels.

## 周囲の地形による分類
周囲の地形と比較してどのような位置にあるかによって、以下のように区分される。
- 河岸段丘（river terrace） … 河川沿いの段丘。
- 海岸段丘（coastal terrace）… 海岸沿いの段丘。
- 湖岸段丘（lake-side terrace）… 湖岸沿いの段丘。

## 形成過程による分類
段丘になる前の低地の形成営力によって、以下のように区分される。
- 河成段丘（fluvial terrace）…河川の作用によって形成した低地が段丘化したもの。
- 海成段丘（marine terrace）…海の作用によって形成した低地が段丘化したもの。
- 湖成段丘（lacustrine terrace）…湖の作用によって形成した低地が段丘化したもの。
- サンゴ礁段丘（coral reef terrace）…サンゴの作用によって形成した低地が段丘化したもの。

段丘になる前の低地の形成過程によって、以下のように区分される。
- 侵食段丘 … 侵食によって平坦化した低地が段丘化したもの。
- 堆積段丘 … 堆積によって平坦化した低地が段丘化したもの。
- サンゴ礁段丘（coral reef terrace）… サンゴによって平坦化した低地が段丘化したもの。

## 内部構造による分類
段丘の堆積物の厚さ（段丘崖の高さと比較して）によって、以下のように区分される。
- 砂礫段丘（砂礫台地）（sediment terrace, fill terrace）…厚い非固結の堆積物で構成される段丘。
- 岩石段丘（岩石台地）（bedrock terrace）…堆積物が薄く、内部のほとんどが基盤岩で構成される段丘。
- ローム段丘 （ローム台地）…厚い火山灰の堆積物で構成される段丘。
- サンゴ礁段丘 …サンゴ礁で構成される段丘。

## 段丘化の根源的原因による分類
低地が段丘となる現象の根源的な原因によって、以下のように区分される。
- 変動段丘 …地盤の隆起によって形成した段丘。
- 氷河性海面変動段丘 …氷河性海面変動により形成した段丘。
- 気候段丘 …大規模な気候変動により形成した段丘。
- 重合段丘 …氷河性海面変動と隆起運動の組み合わせによって形成した段丘。

## 形成時代による分類
段丘の形成時代によって、以下のように区分される。
- 更新世段丘 …更新世に形成した段丘。かつては洪積段丘（洪積台地）とよばれたが、現在は推奨されない。
- 完新世段丘 …完新世に形成した段丘。かつては沖積段丘とよばれたが、現在は推奨されない。

## 高低による分類
段丘面の高さによって、以下のように区分される。一般に高所にある段丘ほど形成時代が古いため、間接的に形成時代による分類とする場合が多い。関東平野では各段丘の形成時代が決められている。
- 高位段丘（高位面）…対象地域において最も高位にある段丘。対象地域が関東平野の場合は多摩段丘（多摩面）に対比される。
- 上位段丘（上位面）…対象地域が関東平野の場合は下末吉段丘（下末吉面）に対比される。
- 中位段丘（中位面）…対象地域が関東平野の場合は武蔵野段丘（武蔵野面）に対比される。
- 下位段丘（下位面）…対象地域が関東平野の場合は立川段丘（立川面）に対比される。
- 低位段丘（低位面）…対象地域において最も低位にある段丘。